# Иванько, Лаврентий Порфирьевич
Лаврентий Порфирьевич Иванько (19 октября 1904, Гуляйполе, Екатеринославская губерния — 24 июля 2001, Вольнянск, Запорожская область) — старший механик конного завода № 173 Днепропетровской области Украинской ССР.

## Биография
Родился 19 октября 1904 года в селе Гуляйполе Верхнеднепровского уезда Екатеринославской губернии (ныне Криничанского района Днепропетровской области Украины). В 1916 году окончил шесть классов гуляйпольской школы. Работал в родном селе по найму. После создания колхоза поступил к нему и работал в нём.
В октябре 1926 года был призван в Красную Армию. После увольнения в запас с 1929 года работал трактористом, затем механиком на военном конном заводе № 173. С началом Великой Отечественной войны вместе с заводом был эвакуирован на восток и продолжал работать на заводе в 1941—1943 годах.
В 1944 году вернулся в Днепропетровскую область. Работал на конном заводе № 173 заведующим мастерскими, старшим механиком заводе. В 1948 году получил урожай 5 центнеров люцерны с гектара на площади 5 гектаров.
Указом Президиума Верховного Совета СССР от 12 сентября 1949 года за получение высоких урожаев пшеницы и семян люцерны в 1948 году при выполнении конными заводами плана сдачи государству сельскохозяйственных продуктов в 1948 году Иванько Лаврентию Порфирьевичу присвоено звание Герой Социалистического Труда с вручением ордена Ленина и золотой медали «Серп и Молот».
Продолжал работать на заводе автомехаником, заместителем директора завода по хозяйственной части, управляющим участка № 3, механиком отделения, главным механиком совхоза.
В 1964 году вышел на пенсию. Жил в городе Вольнянск Запорожской области (Украина). Умер 24 июля 2001 года.

## Награды
- Медаль «Серп и Молот» (12 сентября 1949);
- Орден Ленина (12 сентября 1949);
- медали.